# Kathedersocialisme
Kathedersocialisme is een oorspronkelijk spottend bedoelde aanduiding van de stroming in de economische wetenschap die pleitte voor meer overheidsingrijpen. Deze stroming trad in Duitsland naar voren rond 1870 als reactie op het klassiek liberalisme, maar vond ook weerklank in Nederland en België. De benaming 'socialisme' duidt op de opvatting van deze economen dat de staat een morele plicht had de positie van de arbeiders te verbeteren. In tegenstelling tot het socialisme in die tijd was het niet hun bedoeling het kapitalisme af te schaffen, maar om het te corrigeren. Het was geen brede maatschappelijke beweging, maar een politiek pleidooi uit universitaire kringen, vandaar de toevoeging 'katheder-'.
De kathedersocialisten waren aanhangers van het liberalisme die zich zorgen maakten over de toenemende sociale problemen van arbeiders in de zich snel ontwikkelende industrie: armoede, ziekte, lange arbeidstijden, slechte arbeidsomstandigheden en bestaansonzekerheid. Tegenover het marxisme dat hieraan alleen door klassenstrijd en revolutie een eind zag komen, stelden zij dat de overheid behoorde in te grijpen met sociale wetgeving. Het kathedersocialisme is daarom nauw verwant aan het sociaalliberalisme en het reformisme. Het werd scherp bekritiseerd door zowel de aanhangers van het klassiek liberalisme als door het marxisme, maar veel van de voorstellen waarmee arbeiders hun maatschappelijke positie konden verbeteren werden op den duur overheidsbeleid. Als wetenschappelijke stroming werden de kathedersocialisten rond het begin van de 20e eeuw overvleugeld door de aanhangers van de Weense School.
De voornaamste vertegenwoordigers van het kathedersocialisme in Duitsland waren Adolph Wagner, Gustav von Schmoller, Lujo Brentano, Werner Sombart; hun voornaamse organisatie de in 1872 opgerichte Verein für Socialpolitik. Een belangrijke Nederlandse vertegenwoordiger was de Delftse hoogleraar Baltus Hendrik Pekelharing. Vooral het tijdschrift Vragen des Tijds was een belangrijk platform voor de ideeën van Nederlandse kathedersocialisten. In België kunnen de ULB-hoogleraren Denis, De Greef en Prins alsmede de Luikse hoogleraar Emile de Laveleye tot het kathedersocialisme worden gerekend.